# Aleksandr Volkov (tennisser)
Aleksandr Vladimirovitsj Volkov, (Russisch: Алекса́ндр Влади́мирович Во́лков) (Kaliningrad, 3 maart 1967 – aldaar, 19 oktober 2019) was een tennisser uit Rusland. Volkov speelde tussen 1988 en 1998 op professioneel niveau waarin hij drie ATP-toernooien in het enkelspel op zijn naam schreef. Zijn hoogste positie op de ATP-ranglijst is de 18e plaats, die hij bereikte in augustus 1993.

## Palmares
| Legenda                       |
| ----------------------------- |
| Grand Slam                    |
| Olympische Spelen             |
| Tennis Masters Cup            |
| ATP Masters Series            |
| ATP International Series Gold |
| ATP International Series      |

### Enkelspel
| Nr.              | Datum      | Toernooi         | Ondergrond | Tegenstander in finale | Score         |         |
| ---------------- | ---------- | ---------------- | ---------- | ---------------------- | ------------- | ------- |
| gewonnen finales |            |                  |            |                        |               |         |
| 1.               | 1991-02-10 | ATP Milaan       | Tapijt (i) | Cristiano Caratti      | 6-1, 7-5      | details |
| 2.               | 1993-01-17 | ATP Auckland     | Hardcourt  | MaliVai Washington     | 7-6, 6-4      | details |
| 3.               | 1994-11-13 | ATP Moskou       | Tapijt (i) | Chuck Adams            | 6-2, 6-4      | details |
| verloren finales |            |                  |            |                        |               |         |
| 1.               | 1989-02-19 | ATP Milaan       | Tapijt (i) | Boris Becker           | 1-6, 2-6      | details |
| 2.               | 1990-06-17 | ATP Rosmalen     | Gras       | Amos Mansdorf          | 3-6, 6-7      | details |
| 3.               | 1990-10-14 | ATP Berlijn      | Tapijt (i) | Ronald Agénor          | 6-4, 4-6, 6-7 | details |
| 4.               | 1992-01-05 | ATP Wellington   | Hardcourt  | Jeff Tarango           | 1-6, 0-6, 3-6 | details |
| 5.               | 1992-03-01 | ATP Rotterdam    | Tapijt (i) | Boris Becker           | 6-7, 6-4, 2-6 | details |
| 6.               | 1992-04-05 | ATP Johannesburg | Hardcourt  | Aaron Krickstein       | 4-6, 4-6      | details |
| 7.               | 1994-01-09 | ATP Adelaide     | Hardcourt  | Jevgeni Kafelnikov     | 4-6, 3-6      | details |
| 8.               | 1997-02-02 | ATP Shanghai     | Tapijt (i) | Ján Krošlák            | 2-6, 6-7      | details |

### Dubbelspel
| Nr.                               | Datum      | Toernooi        | Ondergrond | Partner           | Tegenstanders in finale         | Score    |         |
| --------------------------------- | ---------- | --------------- | ---------- | ----------------- | ------------------------------- | -------- | ------- |
| verloren finales mannendubbelspel |            |                 |            |                   |                                 |          |         |
| 1.                                | 1991-11-10 | ATP Moskou      | Tapijt (i) | Andrej Tsjerkasov | Eric Jelen Carl-Uwe Steeb       | 4-6, 6-7 | details |
| 2.                                | 1993-01-17 | ATP Auckland    | Hardcourt  | Alex Antonitsch   | Grant Connell Patrick Galbraith | 3-6, 6-7 | details |
| 3.                                | 1996-08-25 | ATP Long Island | Hardcourt  | Hendrik Dreekmann | Luke Jensen Murphy Jensen       | 3-6, 6-7 | details |

## Resultaten grandslamtoernooien
| Legenda | Legenda                          |
| ------- | -------------------------------- |
| g.t.    | geen toernooi gehouden           |
| l.c.    | lagere categorie                 |
| –       | niet deelgenomen                 |
| G       | uitgeschakeld in de groepsfase   |
| 1R      | uitgeschakeld in de eerste ronde |
| 2R      | uitgeschakeld in de tweede ronde |
| 3R      | uitgeschakeld in de derde ronde  |
| 4R      | uitgeschakeld in de vierde ronde |
| KF      | uitgeschakeld in de kwartfinale  |
| HF      | uitgeschakeld in de halve finale |
| F       | de finale verloren               |
| W       | het toernooi gewonnen            |
| w-v     | winst/verlies-balans             |

### Enkelspel
| Toernooi        | 1987 | 1988 | 1989 | 1990 | 1991 | 1992 | 1993 | 1994 | 1995 | 1996 | 1997 |
| --------------- | ---- | ---- | ---- | ---- | ---- | ---- | ---- | ---- | ---- | ---- | ---- |
| Australian Open | –    | 1R   | –    | 2R   | 1R   | 3R   | 3R   | 4R   | 1R   | 1R   | –    |
| Roland Garros   | –    | 1R   | –    | 3R   | 1R   | 3R   | 1R   | 2R   | 1R   | 1R   | 2R   |
| Wimbledon       | 4R   | 2R   | 1R   | 4R   | 4R   | 3R   | 2R   | 4R   | 3R   | 3R   | 1R   |
| US Open         | 1R   | –    | 3R   | 2R   | 2R   | KF   | HF   | 1R   | 3R   | 3R   | 1R   |

### Mannendubbelspel
| Toernooi        | 1988 | 1989 |
| --------------- | ---- | ---- |
| Australian Open | –    | –    |
| Roland Garros   | –    | –    |
| Wimbledon       | 2R   | –    |
| US Open         | –    | 1R   |